# Bobby Hughes (cầu thủ bóng đá)
Robert Hughes (5 tháng 9 năm 1892 - 1955) là một tiền đạo bóng đá người Anh thi đấu ở Football League, đáng chú ý nhất cho Rochdale, Wigan Borough và Hull City. Ông ghi hơn 100 bàn trong sự nghiệp và đại diện Southern League thi đấu với Football League XI năm 1915.

## Danh hiệu
Wigan Borough
- Manchester Senior Cup: 1929-30[3]

## Thống kê sự nghiệp
| Câu lạc bộ          | Mùa giải            | Giải quốc nội        | Giải quốc nội | Giải quốc nội | Cúp FA  | Cúp FA    | Khác    | Khác      | Tổng    | Tổng      |
| Câu lạc bộ          | Mùa giải            | Hạng đấu             | Số trận       | Bàn thắng     | Số trận | Bàn thắng | Số trận | Bàn thắng | Số trận | Bàn thắng |
| ------------------- | ------------------- | -------------------- | ------------- | ------------- | ------- | --------- | ------- | --------- | ------- | --------- |
| Hull City           | 1919-20             | Second Division      | 27            | 3             | 1       | 0         | ―       | ―         | 28      | 3         |
| Hull City           | 1920-21             | Second Division      | 12            | 1             | 0       | 0         | ―       | ―         | 12      | 1         |
| Hull City           | 1921-22             | Second Division      | 27            | 5             | 2       | 0         | ―       | ―         | 29      | 5         |
| Hull City           | Tổng                | Tổng                 | 66            | 9             | 3       | 0         | ―       | ―         | 69      | 9         |
| Brentford           | 1923-24             | Third Division South | 16            | 7             | 1       | 0         | ―       | ―         | 17      | 7         |
| Wigan Borough       | 1928-29             | Third Division North | 41            | 6             | 3       | 1         | 5       | 1         | 49      | 8         |
| Wigan Borough       | 1929-30             | Third Division North | 29            | 9             | 1       | 0         | 4       | 1         | 34      | 10        |
| Wigan Borough       | Tổng                | Tổng                 | 70            | 15            | 4       | 1         | 9       | 2         | 83      | 18        |
| Tổng cộng sự nghiệp | Tổng cộng sự nghiệp | Tổng cộng sự nghiệp  | 152           | 31            | 8       | 1         | 9       | 2         | 169     | 34        |

1. ↑  3 trận và 1 bàn ở Lancashire Senior Cup, 2 trận ở Manchester Senior Cup
2. ↑  3 trận và 1 bàn ở Manchester Senior Cup, 1 trận ở Lancashire Senior Cup